# Вест Санбери (Пенсилванија)
Вест Санбери (енгл. West Sunbury) град је у америчкој савезној држави Пенсилванија.

## Демографија
По попису из 2010. године број становника је 192, што је 88 (84,6%) становника више него 2000. године.
| Група             | 2000.       | 2010.       |
| Белци             | 102 (98,1%) | 184 (95,8%) |
| Афроамериканци    | 0 (0,0%)    | 4 (2,1%)    |
| Азијати           | 0 (0,0%)    | 1 (0,5%)    |
| Хиспаноамериканци | 2 (1,9%)    | 1 (0,5%)    |
| Укупно            | 104         | 192         |